# 内特·鲍曼
纳撒尼尔·鲍曼（英語：Nathaniel Bowman，1943年3月19日—1984年12月11日），美国NBA联盟职业篮球运动员。他在1965年的NBA选秀中第1轮第7顺位被辛辛纳提皇家选中。